# Buccinum simulatum
Buccinum simulatum is een slakkensoort uit de familie van de Buccinidae. De wetenschappelijke naam van de soort is voor het eerst geldig gepubliceerd in 1907 door Dall.